# Carla Pérez (montañista)
Carla Pérez Ruales es una montañista profesional y guía internacional de montaña ecuatoriana. Es la primera mujer en la historia en coronar los Montes Everest y K2 en el mismo año (2019). Además, la primera mujer del continente americano en llegar a la cima de los Montes Everest y K2 sin oxígeno suplementario.

## Biografía
Se ha destacado previamente como guía de expediciones en los Himalayas. El 23 de mayo de 2016 realizó la subida al Monte Everest y se convirtió en la primera latinoamericana en lograrlo sin usar oxígeno suplementario.

## Cronología de sus cumbres
| Cumbre    | País           | Altitud | Año  | Notas                                                                       |
| --------- | -------------- | ------- | ---- | --------------------------------------------------------------------------- |
| Aconcagua | Argentina      | 6962 m  | 2009 | 1.ª mujer latinoamericana, pared sur                                        |
| Manaslu   | Nepal          | 8163 m  | 2012 | 1.ª ecuatoriana en la cima de un ocho mil, sin oxígeno suplementario        |
| Cho Oyu   | Tíbet/Nepal    | 8201 m  | 2014 | 2.º ocho mil. Sin oxígeno suplementario y sola                              |
| Everest   | Tíbet/Nepal    | 8848 m  | 2016 | 3.er ocho mil. 1.ª mujer del Continente Americano sin oxígeno suplementario |
| K2        | China/Pakistán | 8611 m  | 2019 | 4.º ocho mil. 1.ª mujer del Continente Americano sin oxígeno suplementario  |
| Makalu    | China/Nepal    | 8463 m  | 2022 | 5.º ocho mil. Sin oxígeno                                                   |